# هانس براون
هانس براون (26 أكتوبر 1886 - 9 أكتوبر 1918) كان رياضي ألماني وقد حصل على عدة مداليات في الألعاب الأولمبية الصيفية.

## روابط خارجية
- هانس براون على موقع أوليمبيديا (الإنجليزية)